# Dasyloricaria
Dasyloricaria es un género de peces de la familia Loricariidae en el orden de los Siluriformes.

## Especies
Las especies de este género son:
- Dasyloricaria capetensis (Meek & Hildebrand, 1913)
- Dasyloricaria filamentosa (Steindachner, 1878)
- Dasyloricaria latiura (C. H. Eigenmann & Vance, 1912)
- Dasyloricaria seminuda (C. H. Eigenmann & Vance, 1912)
- Dasyloricaria tuyrensis (Meek & Hildebrand, 1913)